# Rascló de Virgínia
El rascló de Virgínia (Rallus limicola) és una espècie d'ocell de la família dels ràl·lids (Rallidae) que habita aiguamolls Amèrica del Nord, pel sud del Canadà i gran part dels Estats Units fins a Mèxic i Guatemala.

## Taxonomia
Considerat fins fa poc coespecífic amb Rallus aequatorialis, avui són considerats espècies diferents, arran Ridgely et al. 2001.